# Peperomia tutunendoana
Peperomia tutunendoana är en pepparväxtart som beskrevs av Trel. & Yunck.. Peperomia tutunendoana ingår i släktet peperomior, och familjen pepparväxter. Inga underarter finns listade i Catalogue of Life.